# Webe Kadima
Webe Celine Kadima (* 1958 in Burundi) ist eine burundische Chemikerin und Associate Professor für Chemie an der State University of New York in Oswego.

## Leben und Werk
Webe Kadima wurde in Burundi geboren und zog im Alter von vier Jahren in die Demokratische Republik Kongo. Sie benötigte die Unterstützung eines Regierungsbeamten, um ein Chemiestudium an der Universität Kinshasa zu beginnen, wechselte aber nach einem Jahr an die Universität Montreal, wo sie ihr Chemiestudium erfolgreich abschloss. Ihr Vater war Diabetiker und starb von mit dem Diabetes einhergehenden Komplikationen, während sie in Kanada studierte. Sie wurde später an der University of Alberta zum PhD in bioanalytischer Chemie promoviert. Bei ihren Forschungsarbeiten fand sie heraus, dass Cadmium sich in den roten Blutkörperchen vor allem mit Glutathion (GSH) und in geringerem Ausmaß auch mit dem Hämoglobin bindet.
Nach der Promotion an der University of Alberta, übernahm sie verschiedene Lehrtätigkeiten und wurde schließlich Professorin an der State University of New York at Oswego. 2004 ging sie für ein Sabbatical in den Kongo zurück, um dort in Forschungsprojekten zu arbeiten. Dabei fokussierte sie ihre wissenschaftliche Arbeit auf die Erforschung von kongolesischen Pflanzen, mit denen Diabetes geheilt werden kann. Sie gründete das gemeinnütziges Bioactive Botanical Research Institute, dessen Aufgabe es war, Heilpflanzen zu untersuchen, die im Kongo eingesetzt werden, und pharmazeutische Präparate zu entwickeln, die kostengünstig, nutzbringend und sicher sind. Sie setzte sich auch für die Gründung eines Austauschs von afrikanischen Studenten mit der State University of New York at Oswego ein. Im Jahr 2010 wurde bekannt, dass sie ein Stipendium im Wert von 200.000 $ des National Science Fund erhalten hatte für eine Studie darüber, wie die Anzahl von Frauen in der Wissenschaft erhöht werden kann.
Im Juli 1983, publizierte sie Ergebnisse ihrer M.Sc.-Forschungstätigkeiten zusammen mit Rabenstein, Isab und Mohanakrishnan. Später war sie Hauptautorin einer Veröffentlichung zum Thema der Stabilität des Cadmium-Glutathion-Komplexes in roten Blutkörperchen. In den Inorganica Chimica Acta publizierte sie einen Artikel über die Kinetik von Palladium-Ethylendiamin-Chlorid in einer wässrigen Lösung.

## Wissenschaftliche Veröffentlichungen
- Webe Kadima and Michael Hanson: A NMR Study of the T3R3 to R6 Allosteric Transition in the Iron-substituted Insulin Hexamer. Working Paper, Jan 2017.[12]
- Webe Kadima, Angela Nugroho, Deborah Kerwood and  Phil Borer: The T- to R-Allosteric Transition in the Cadmium-substituted Insulin Hexamer. Research, Jan 2016.[12]
- Webe Kadima: Diabetes Screening in Kinshasa, Democratic Republic of Congo. Research, Jan 2016.[12]
- Helle Birk Olsen, Melissa R Leuenberger-Fisher, Webe Kadima, [...], Michael F Dunn: Structural signatures of the complex formed between 3-nitro-4-hydroxybenzoate and the Zn(II)-substituted R 6 insulin hexamer. Oct 2003, Protein Science.[12]
- Webe Kadima: Role of Metal Ions in the T- to R-Allosteric Transition in the Insulin Hexamer. Nov 1999, Biochemistry.[12]
- W. Kadima, P. Raharivelomanana and B. Bechtel: The binding of cyclic adenosine 3′, 5′ monophosphate to the insulin hexamer. Jan 1997, Protein and Peptide Letters.[12]
- W Kadima, L Ogendal, R Bauer, [...] and P Porting: The influence of ionic strength and pH on the aggregation properties of zinc-free insulin studied by static and dynamic laser light scattering. Biopolymers. Dec 1993, Biopolymers.[12]
- W Kadima,  M Roy, R. W. K. Lee, [...], M F Dunn: Studies of the association and conformational properties of metal-free insulin in alkaline sodium chloride solutions by one- and two-dimensional 1H NMR. Jun 1992, Journal of Biological Chemistry.[12]
- Webe Kadima, Alexander McPherson, Michael F. Dunn and Frances Jurnak: Precrystallization aggregation of insulin by dynamic light scattering and comparison with canavalin. Mar 1991, Journal of Crystal Growth.[12]
- Webe Kadima and Dallas L. Rabenstein: A quantitative study of the complexation of cadmium in hemolyzed human erythrocytes by 1H NMR spectroscopy. Nov 1990, Journal of Inorganic Biochemistry.[12]
- Webe Kadima and Dallas L. Rabenstein: Nuclear magnetic resonance studies of the solution chemistry of metal complexes. 26. Mixed ligand complexes of cadmium, nitrilotriacetic acid, glutathione, and related ligands. J Inorg Biochem. Mai 1990, Journal of Inorganic Biochemistry.[12]
- W Kadima, A McPherson, M F Dunn and F.A. Jurnak: Characterization of precrystallization aggregation of canavalin by dynamic light scattering. Feb 1990, Biophysical Journal.[12]
- Karl F. Houben, Webe Kadima, Melinda Roy and Michael F. Dunn: L-Serine analogs form Schiff base and quinonoidal intermediates with Escherichia coli tryptophan synthase. Mai 1989, Biochemistry.[12]
- Dallas L. Rabenstein, Anvarhusein A. Isab, Webe Kadima and P Mohanakrishnan: A proton nuclear magnetic resonance study of the interaction of cadmium with human erythrocytes. Aug 1983, Biochimica et Biophysica Acta.[12]
- W. Kadima and M. Zador: Kinetics on interaction of Pd(en)Cl2 with inosine in chloride containing aqueous solutions. Jan 1983, Inorganica Chimica Acta.[12]
- Webe Celine Kadima: NMR studies of the interaction of Cd(II) with ligands of biological interest and with red blood cells.[12]